# Uppsala
Uppsala (em sueco: Uppsala;  ouça a pronúncia) ou Upsália  é a 4ª maior cidade da Suécia, situada na província da Uppland, no centro-leste do país.

É atravessada pelo rio Fyris, navegável até ao lago Mälaren.

Com um forte carácter de cidade estudantil, é famosa por sua universidade, a mais velha da Suécia e da Escandinávia, e ainda por sua catedral, a maior da Escandinávia, onde está sediada a arquidiocese luterana de Uppsala. Desde 1164 que a cidade é o centro religioso da Suécia, estando aí instalado o arcebispado de Uppsala, a instituição principal da Igreja da Suécia.

Possui 47,71 quilômetros quadrados e está a 70 quilômetros ao norte de Estocolmo. De acordo com o censo de 2021, havia 242 140 habitantes (2022).

É sede da comuna de Uppsala, pertencente ao condado de Uppsala, do qual é capital.

## Etimologia e uso atual
O topônimo Uppsala significa "acima de Sala", em que upp significa "mais acima/mais a norte" e sala é o plural de sal, que tem duas interpretações: uma, como 'edificação simples' (e, nesse caso, sala significaria  'casario', 'povoado'; outra, como sala de recepção.
A ocorrência mais antiga conhecida é ub salum (isto é Upsalum, significando 'a montante de Sala', em referência à vila preexistente de Sala, situada na área do atual bairro de Salabacken), datada do século X, em duas pedras rúnicas na Escânia - Pedra de Hällestad 1 e Pedra de Sjörup. Inicialmente, o termo denominava a Velha Uppsala, mas passou a indicar a Uppsala atual a partir do século XIII, acompanhando a transferência da sede do arcebispado.
Em textos em português contemporâneo é usada a forma original Uppsala.
| “ | No início dos anos setenta, Uppsala foi uma cidade criada por agregação de 6 municípios, mais alguns bairros de um sétimo.             | ” |
|   | — João Leonardo Lopes dos Santos, A reforma administrativa de Lisboa : a nova gestão de equipamentos coletivos urbanos de proximidade. |   |

## História
Uppsala surgiu como uma cidade viquingue, localizando-se originalmente no sítio da atual Gamla Uppsala ("Velha Uppsala"), hoje em dia a 5 quilômetros de distância. 
Seu centro está localizada no local da antiga aldeia de Aros Oriental (em sueco: Östra Aros), em contraste com Aros Ocidental, hoje Västerås. 
Segundo o cronista Adão de Bremen, a antiga Gamla Uppsala era o centro pagão da Suécia, contendo o Templo de Uppsala ídolos dos principais deuses nórdicos. Na planície do Firis, onde hoje está a cidade moderna, ocorreu a Batalha dos Campos do Firis em 985.

## Educação

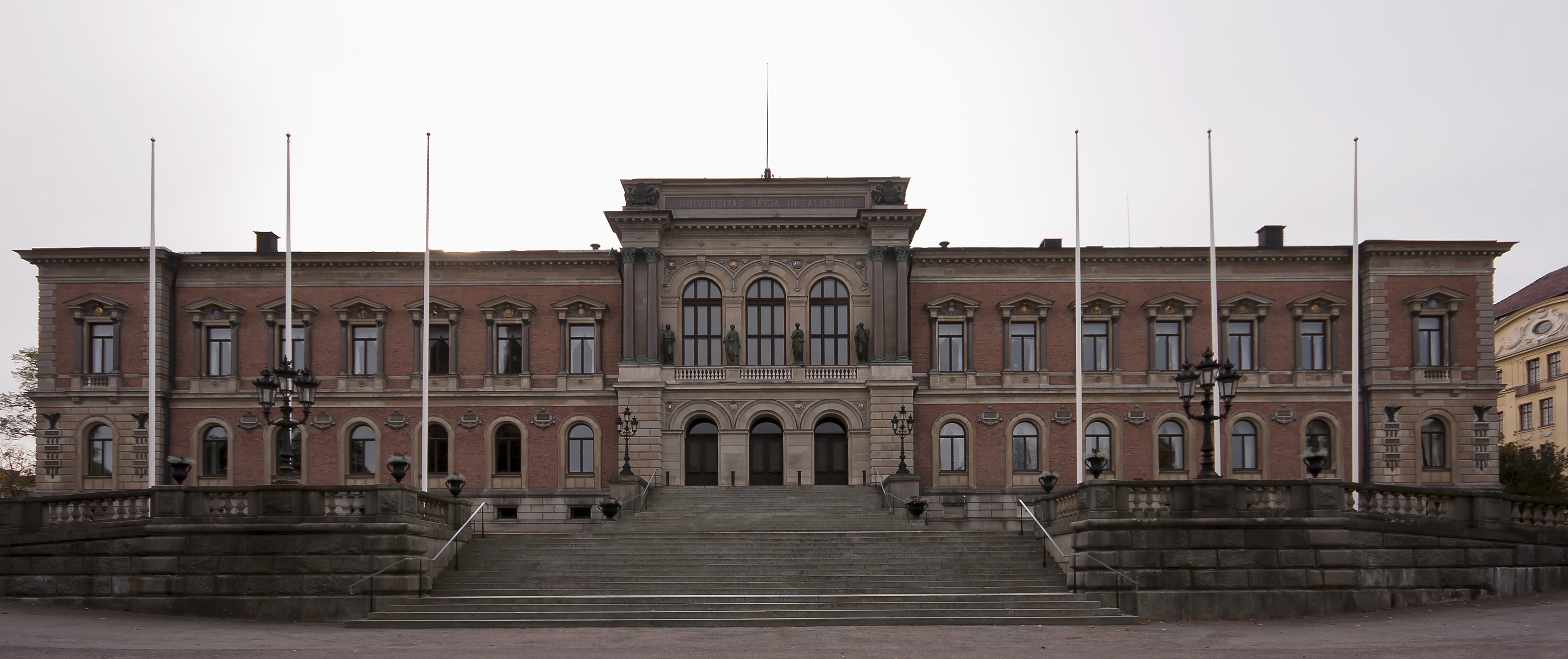
A Universidade de Uppsala

Uppsala tem duas universidades – a Universidade de Uppsala, com a qual tem uma forte ligação secular, e a Universidade de Ciências Agrárias da Suécia.

A cidade possui igualmente uma rede de escolas de ensino básico e secundário, e dispõe também de educação de adultos (Komvux), ensino superior popular (folkhögskola) e ensino técnico superior profissional (yrkeshögskola).

| - Universidades - Universidade de Uppsala - Universidade de Ciências Agrárias da Suécia (Sveriges lantbruksuniversitet) - Ensino superior popular: - Escola Superior Popular de Uppsala (Region Uppsala folkhögskola) - Outras escolas - Escola Prática de Combate Aéreo (Luftstridsskolan) |

## Património
- Catedral de Uppsala
- Castelo de Uppsala[5]
- Universidade de Uppsala
- Biblioteca Universitária Carolina Rediviva[20]
- Jardim Botânico de Lineu[21]
- Jardim Botânico da Universidade de Uppsala[21]
- Hospital Universitário de Uppsala[22]
- Arena desportiva de Fyrishov[23]
- Montes de Uppsala[24]
- Igreja da Velha Uppsala[25]
- Museu da Velha Uppsala[26]
- Palácio Skokloster

## Comunicações
Uppsala é atravessada pela estrada europeia E4 (Haparanda-Uppsala-Helsingborg), e dela irradiam as estradas nacionais 72 (Uppsala-Sala) e 55 (Uppsala-Norrköping). Tem ligações ferroviárias a Estocolmo, Sundsvall, Östersund, Gävle.

## Jornais
- Upsala Nya Tidning[28]

## Desporto

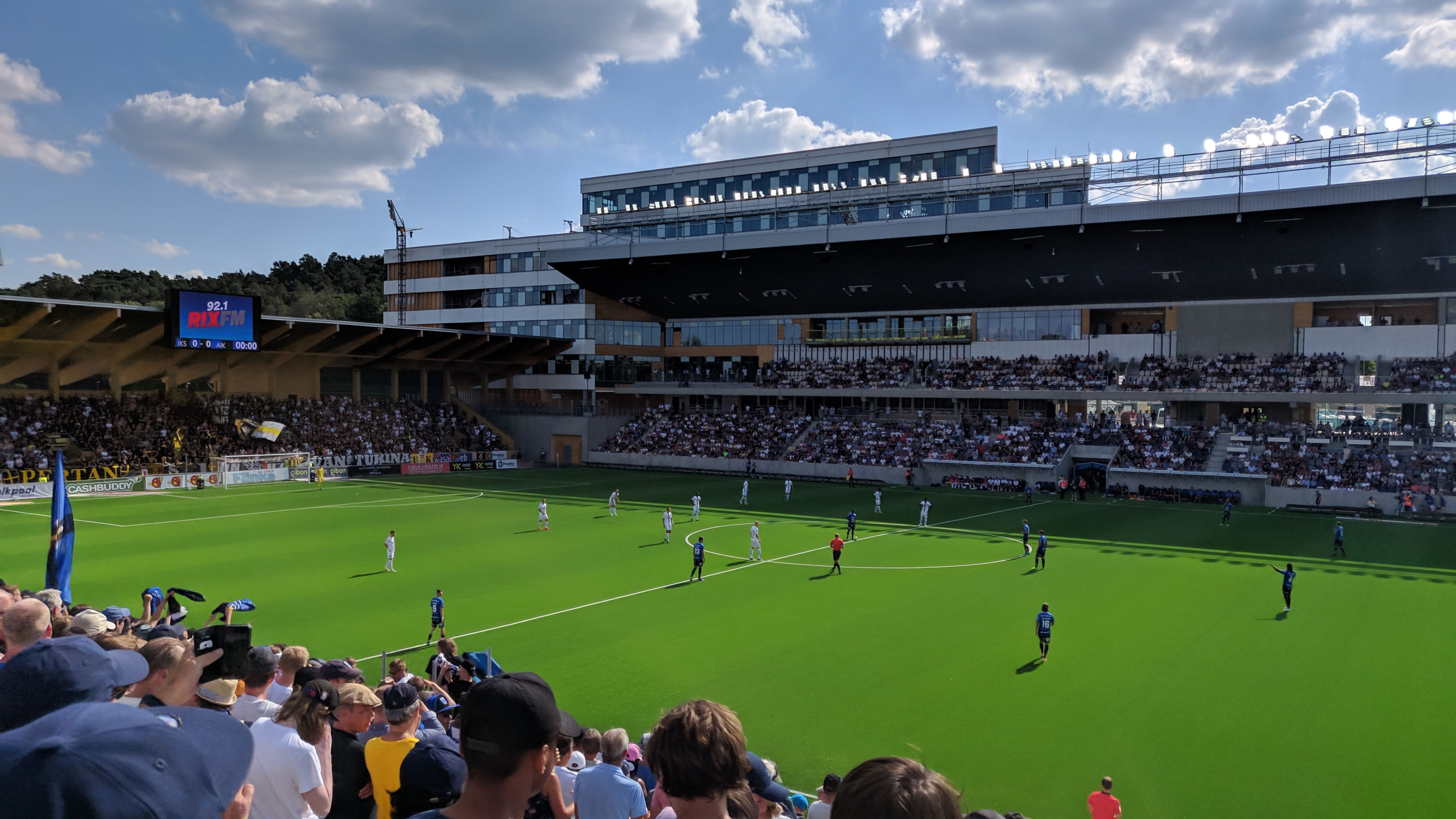
O campo desportivo Studenternas IP

Entre os desportos em destaque em Uppsala estão o atletismo, o floorball e o futebol, além de outros.

Entre os clubes mais cotados da cidade, estão o IFK Uppsala, o Sirius (floorball e futebol) e o Uppsala IF (atletismo).

Entre as suas arenas desportivas mais importantes estão a Fyrishov (natação e atletismo), a IFU Arena (floorball), a Studenternas IP (futebol e bandy) e a Österängens IP (atletismo e futebol).   .

| - Clubes: - Sirius (futebol), - Upsala IF (atletismo) - Arenas: - Fyrishov (natação e atletismo), - IFU Arena (floorball), - Studenternas IP (futebol e bandy), - Österängens IP (atletismo e futebol) |

## Personalidades ligadas a Uppsala

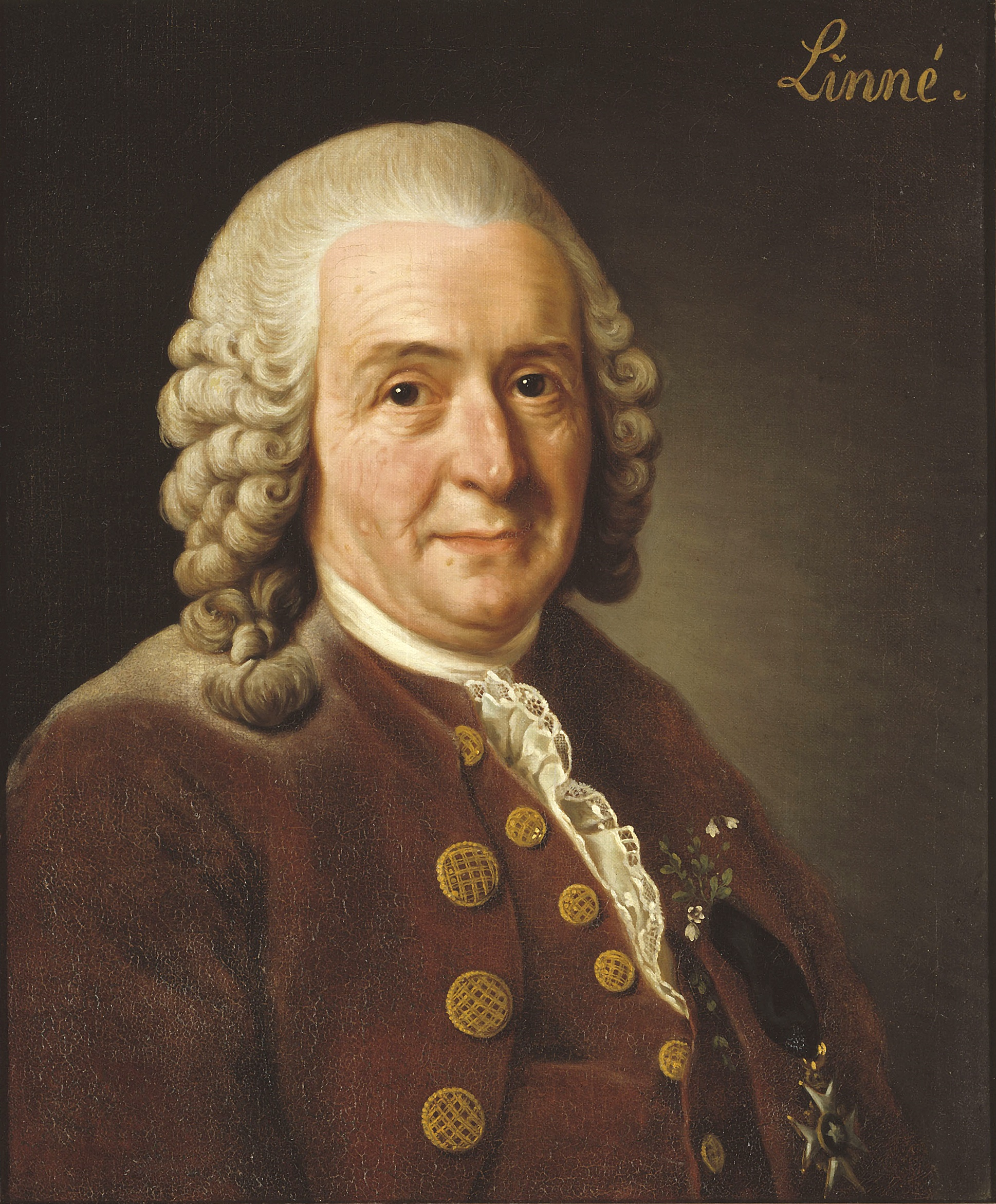
Lineu, cientista
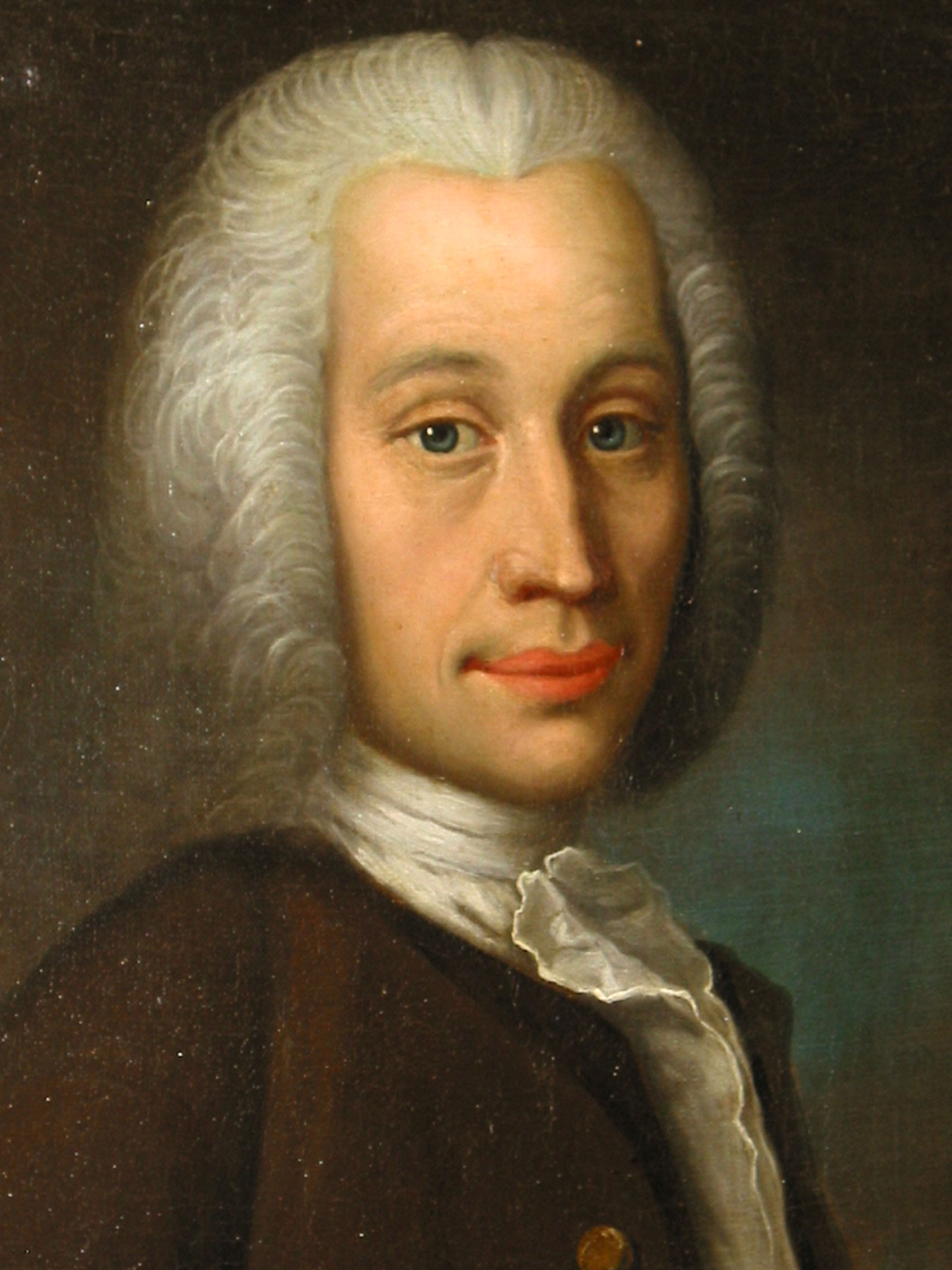
Anders Celsius, astrônomo, físico e geofísico
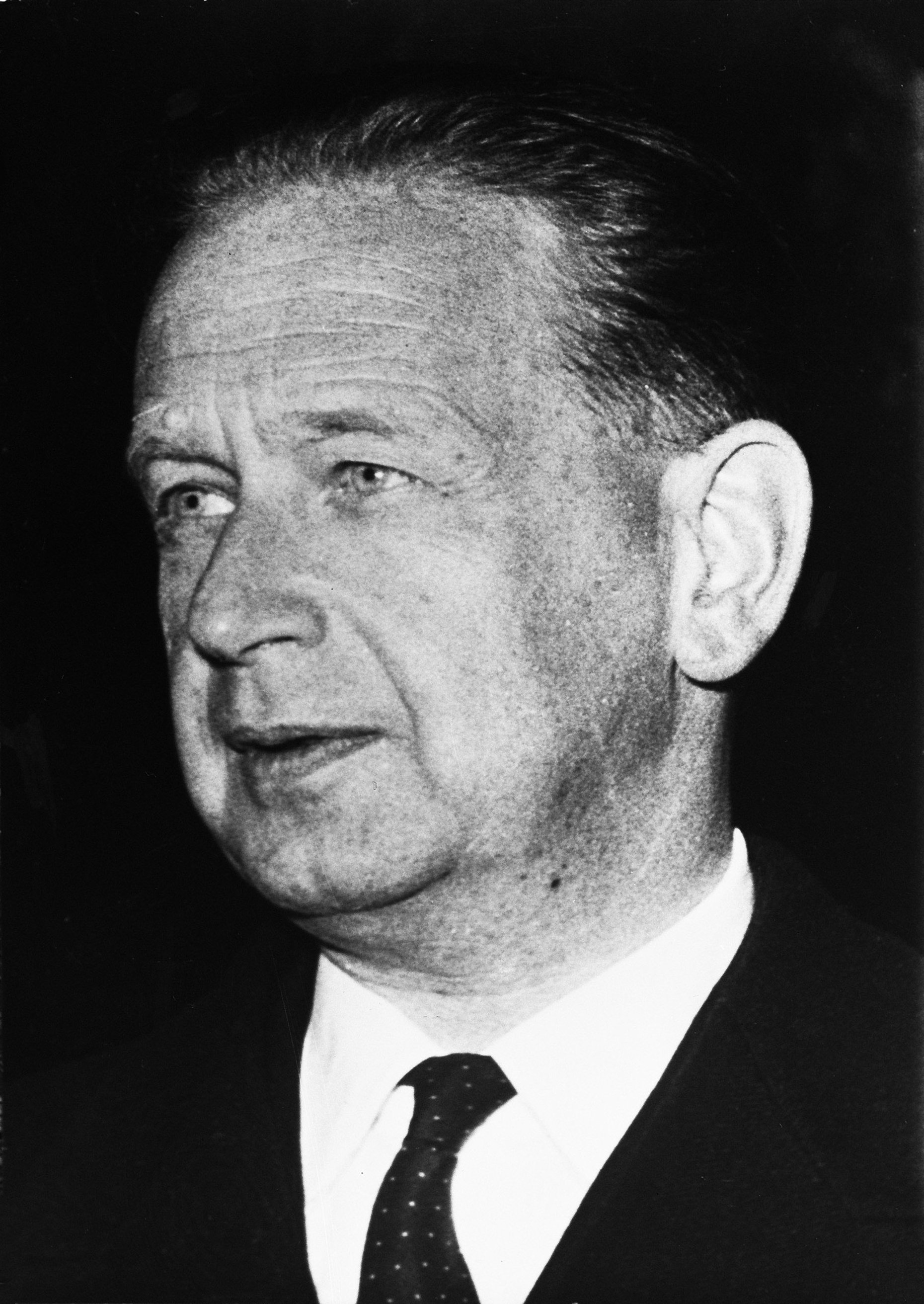
Dag Hammarskjöld, diplomata, secretário-geral das Nações Unidas
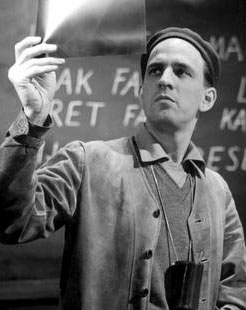
Ingmar Bergman, cineasta
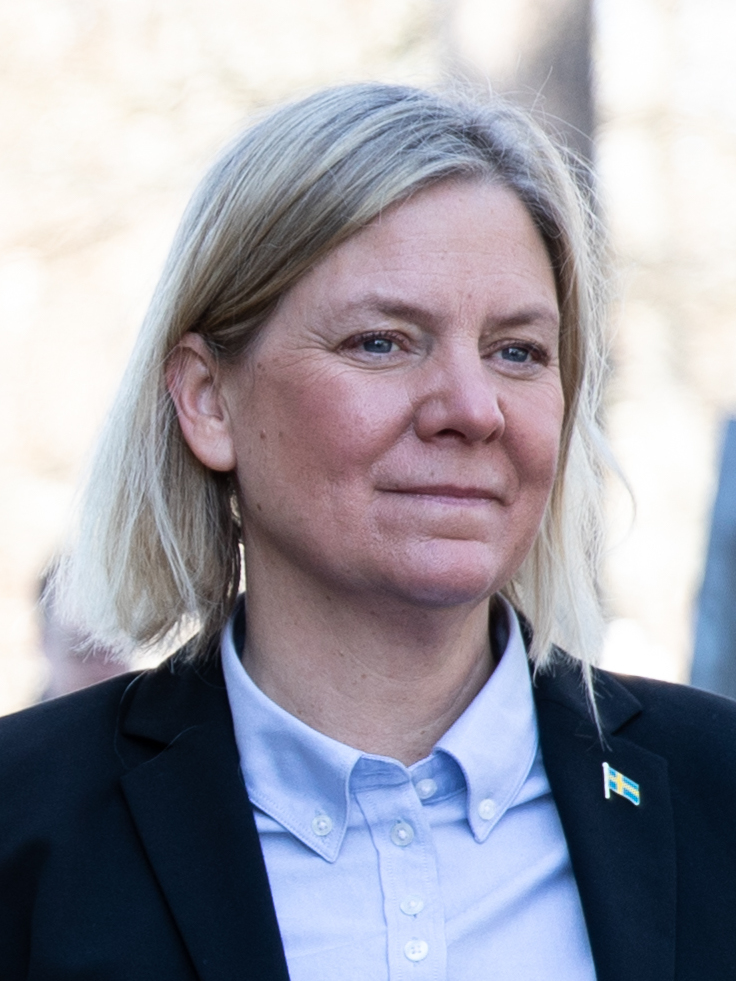
Magdalena Andersson, política, primeira-ministra da Suécia

- Anders Celsius (1701-1744), astrónomo
- Arvid Carlsson (1923-2018), neurofarmacologista
- Dag Hammarskjöld (1905-1961), diplomata
- Håkan Nesser (1950-), autor
- Ingmar Bergman (1918-2007), cineasta
- Svante Arrhenius (1859-1927), cientista
- Veronica Maggio (1981-), cantora
- Anders Jonas Ångström]] (1814-1874), físico
- Lineu (1707-1778), cientista
- Emanuel Swedenborg (1688-1772), cientista, estadista, teólogo e místico
- Hans Blix (1928-), diplomata
- Hans Rosling (1948-2017), médico e estatístico
- Linda Sembrant (1987-), futebolista
- Magdalena Andersson (1967-), política, primeira-pinistra da Suécia (2021-2022)
- Olaus Rudbeckius (1630-1702), cientista
- Ulf Ekman (1950-), pastor
- Viveca Lindfors* (1920-1995), atriz

## Galeria

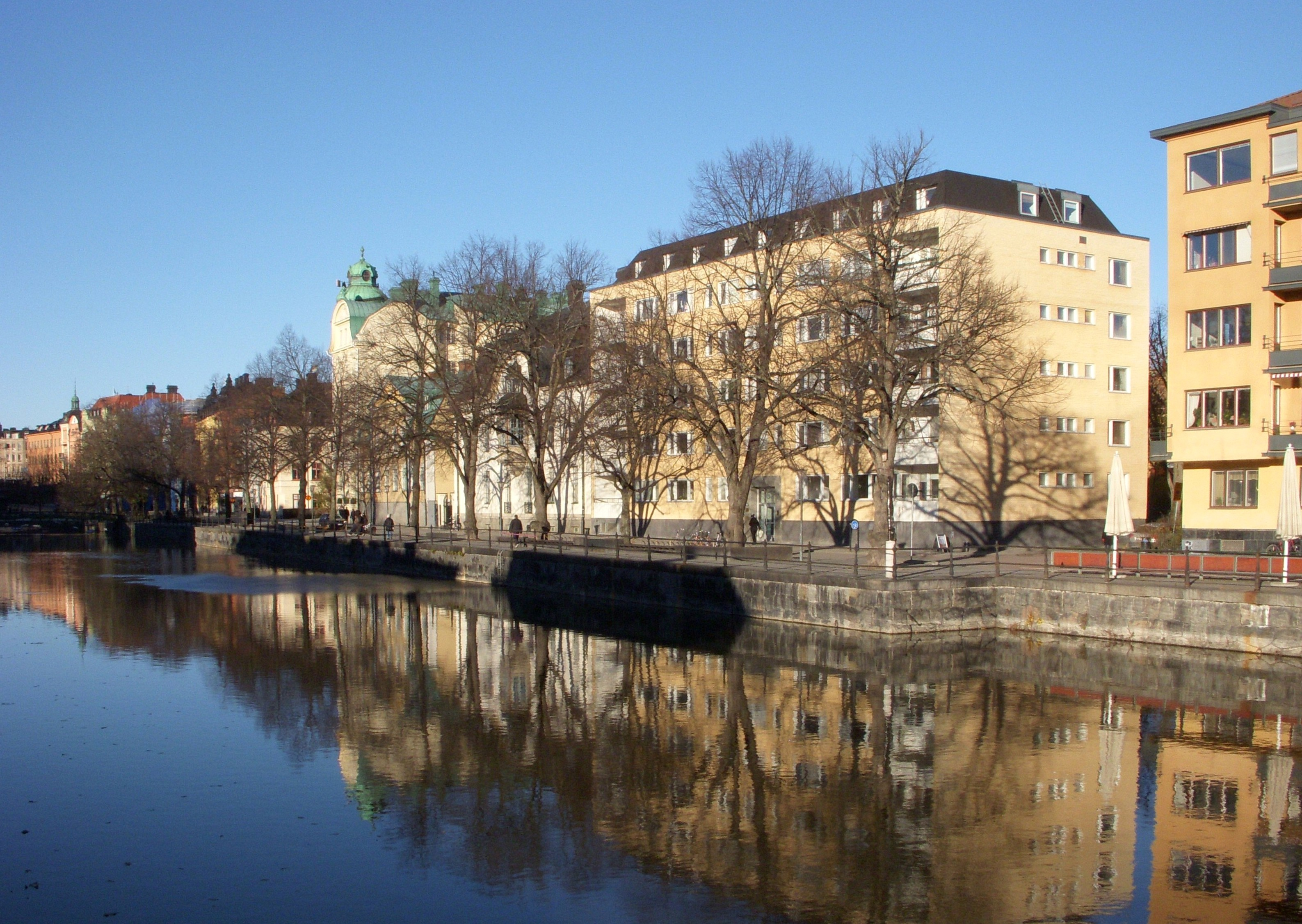
O rio Fyris e a rua Östra Ågatan
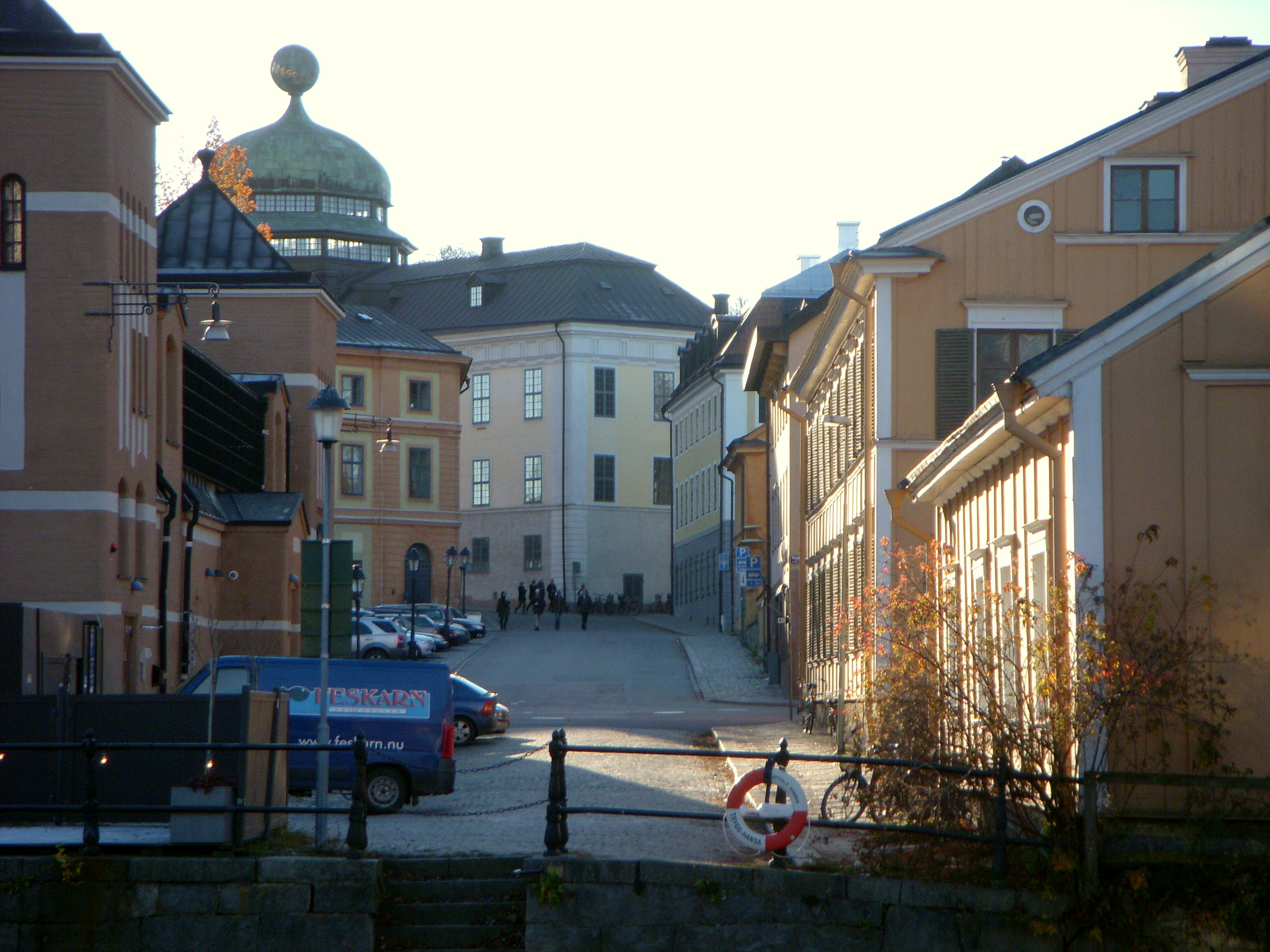
Quarteirões antigos da cidade
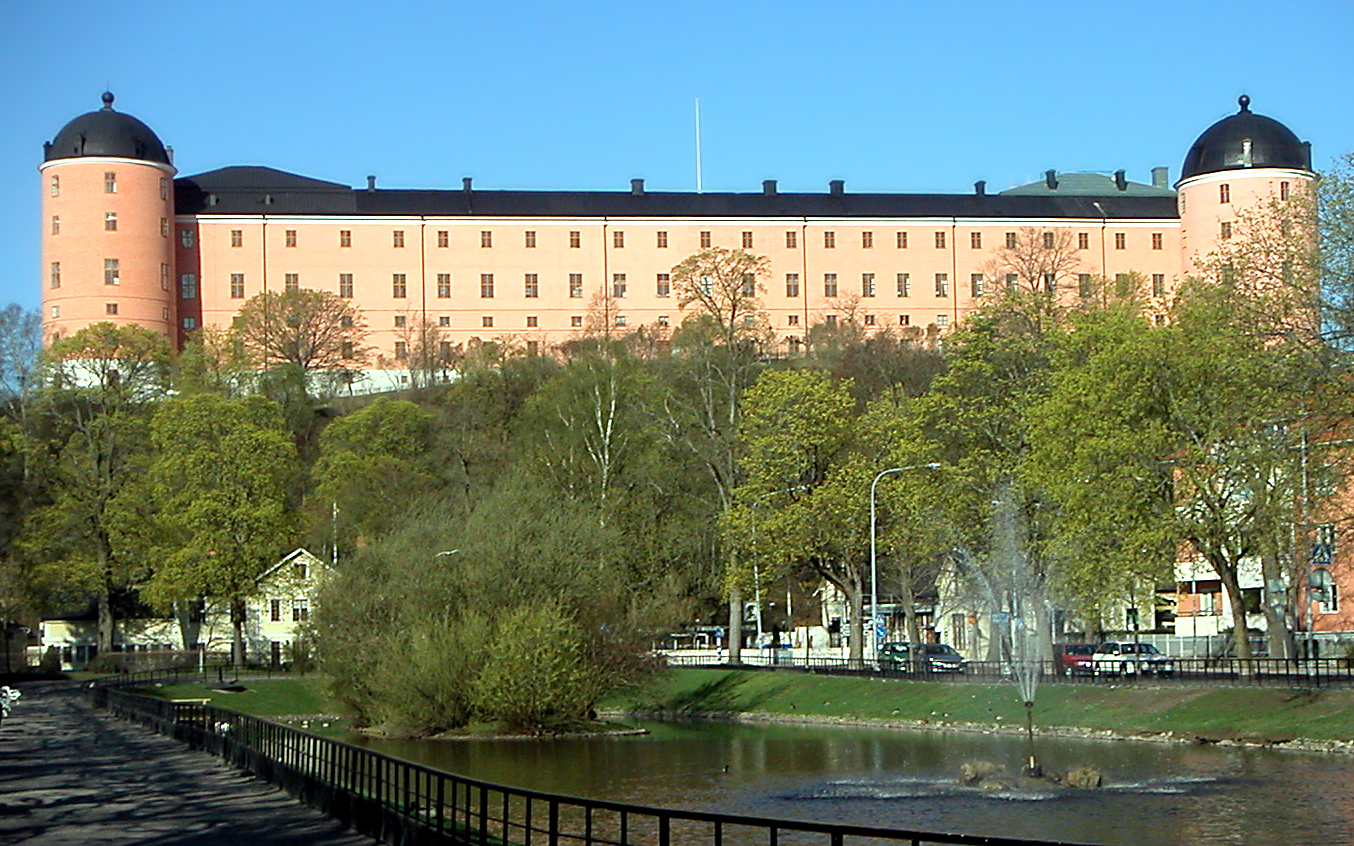
O Castelo de Uppsala
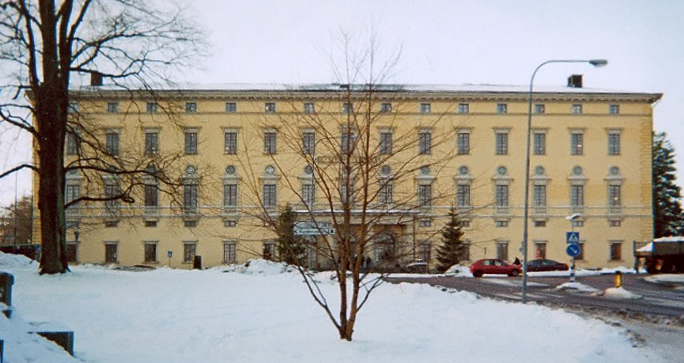
A biblioteca universitária Carolina Rediviva